# Hartmann család
A Hartmann család Európa egyik legnagyobb és legrégebbi családjai közé tartozott egykor. Mára számuk jelentősen visszaesett, viszont vándorlásaik során sok helyen letelepedtek. Ma is élnek Hartmannok Magyarországon, Németországban, Csehországban, Franciaországban, Angliában és Amerikában. Az Amerikában és Angliában élő Hartmannok a nevüket Hartman-ra változtatták. Állítólag a könnyebb kiejtés miatt, de ennek nincs megalapozott indoka és értelme.

## A család eredete
A család eredete a 11. századig nyúlik vissza. Az első ismert név Hartmann von Bayer volt. Ő Németországban született.
Ebben az időben nem született sok leszármazott, legfeljebb három. Érdekes módon az 1600-as években volt olyan Hartmann is, akinek tizenhárom gyermeke született.
A család legtöbb leszármazottja katonáskodott. Többen komoly eredményeket is elértek.
Több kastélyuk is volt, de mára sokat lebontottak. Csak Drezdában és az Alpokban van még meg a családi fészek.

## A család személyei 1600-as évekig
- I. Hartmann von Württemberg
- Hartmann von Heldrungen
- I. Hartmann von Grüningen
- II. Hartmann von Grüningen
- III. Hartmann von Grüningen
- IV. Hartmann von Grüningen
- III. Hartmann

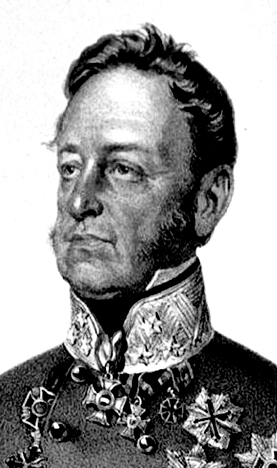
Ludwig Welden von Hartmann

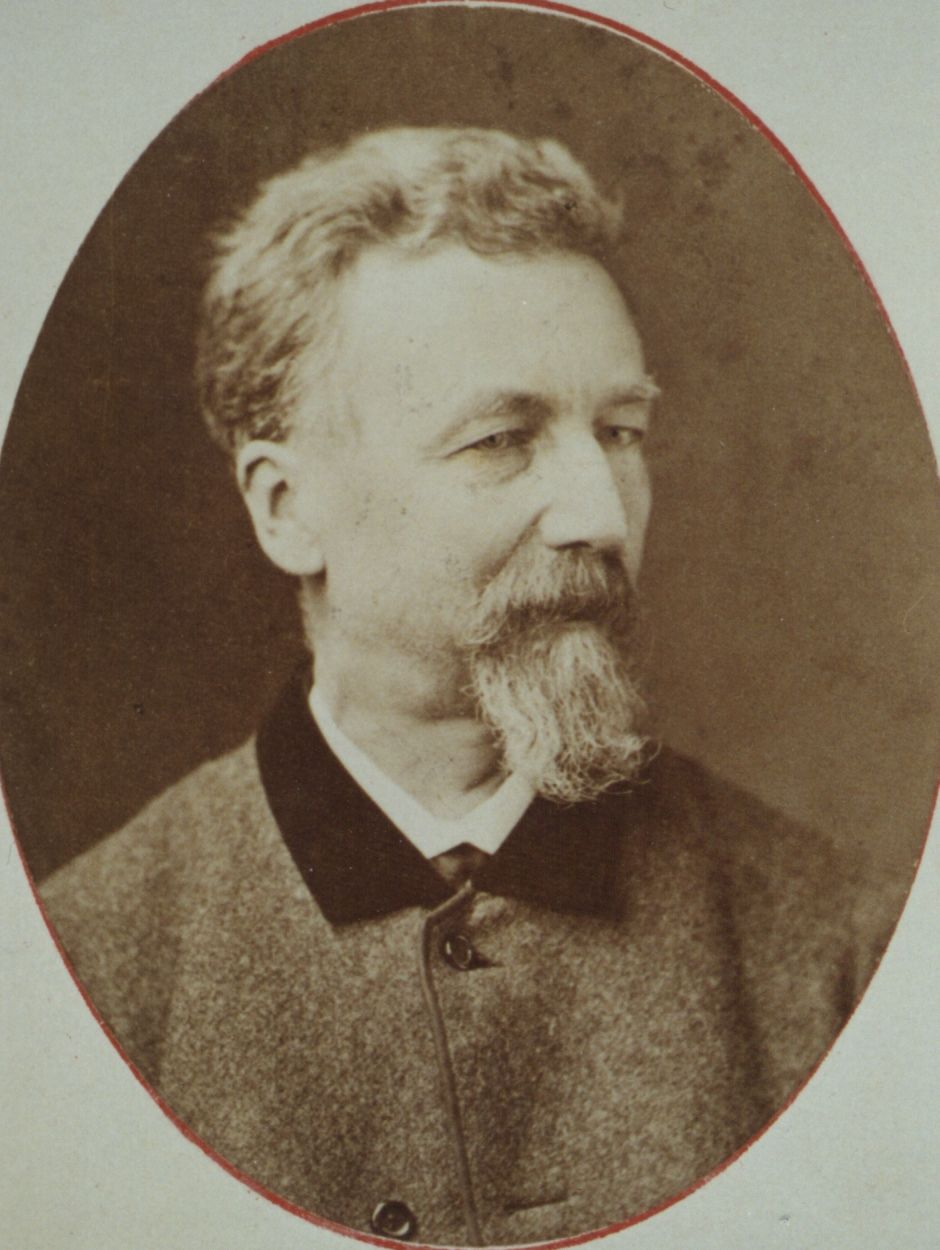
Alfred Hartmann

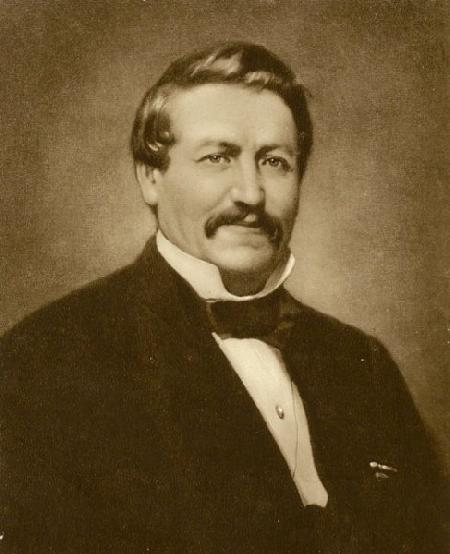
Richard Hartmann

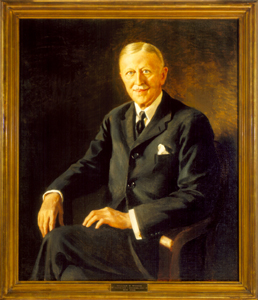
William Hartman Woodin

- I. Hartmann Schedel von Brandenburg
- II. Hartmann Schedel von Brandenburg
- III. Hartmann Schedel von Brandenburg
- IV. Hartmann Schedel von Brandenburg
- V. Hartmann Schedel von Brandenburg
- VI. Hartmann Schedel von Brandenburg
- VII. Hartmann Schedel
- VIII. Hartmann Schedel
- Hermann Hartmann
- IX. Hartmann Schedel
- X. Hartmann Schedel
- Georg Hartmann Schedel
- Ludwig Hartmann
- I.Ludwig Hartmann (zu Welden)
- II. Ludwig Hartmann zu Welden
- I. Georg Hartmann zu Welden

## A család személyei 1600-1800-ig

### A Welden ág
- II. Georg Hartmann zu Welden
- III. Georg Hartmann zu Welden
- IV. Georg Hartmann zu Welden
- Elen Hartmann zu Welden
- I. Ludwig Hartmann zu Welden
- II. Ludwig Hartmann zu Welden
- III. Ludwig Hartmann zu Welden
- IV. Ludwig Hartmann zu Welden
- idősebb Ludwig Welden von Hartmann
- ifjabb Ludwig Welden von Hartmann

### A Gallas ág
- I. Eduard Hartmann von Gallas
- II. Eduard Hartmann von Gallas
- III. Eduard Hartmann von Gallas
- IV. Eduard Hartmann von Gallas

### A hagyományos Hartmann ág
- Hanß Hartmann
- Bernhard Hartmann
- Nicolaus Hartmann

## Híres emberek a családban
- Hartmann von Bayer
- Hartmann von Aue
- Hartmann von Heldrungen
- I. Hartmann von Grüningen
- II. Hartmann von Grüningen
- III. Hartmann
- II. Hartmann Schedel von Brandenburg
- V. Hartmann Schedel von Brandenburg
- VII. Hartmann Schedel
- Ludwig Hartmann (zu Welden)
- Ludwig Hartmann zu Welden
- I. Georg Hartmann zu Welden
- Ludwig Welden von Hartmann
- Alfred Hartmann
- Richard Hartmann
- Robert Hartmann
- Erich Hartmann
- Hartmann Márton

## A családhoz tartozó híres emberek a házasságuk révén
- Joseph Wenzel Radetzky
- Helmuth Karl Bernhard von Moltke, Moltke örökbe fogadott lányát egy Hartmann vette el feleségül

## Családfa
```

                   Hermann Hartmann von Heldrungen
                                 ?-1282
                                  |
                I.Hartmann Hartmann von Grüningen
                                  |
               II.Hartmann Hartmann von Grüningen
                                  |
              III.Hartmann Hartmann von Grüningen
                                  |
                      ____________|____________
                     /                         \
         IV.Hartmann Hartmann           I.Antonius Hartmann
            von Grüningen                      |
                          I.Hartmann Hartmann Schedel von Brandenburg
                                               |
                           ____________________|____________________
                          /                    |                    \
I.Antonius Hartmann Schedel von Brandenburg    |                    |
                1306-?                         |  I.Hermann Hartmann Schedel von Brandenburg
                    |      I.Rudof Hartmann Schedel von Brandenburg
                    |
II.Antonius Hartmann Schedel von Brandenburg
                1334-1401
                    |
III.Antonius Hartmann Schedel von Brandenburg
                1367-1410
                    |
       I.Antonius Hartmann von Schedel
                1391-1444
                    |
      I.Kaufmannes Hartmann von Schedel
                    |
       II.Antonius Hartmann von Schedel
                1440-1514
                    |
      III.Antonius Hartmann von Schedel
                    |
        ____________|____________
       /                         \
I.Georg Hartmann von Schedel  I.Ludwig von Hartmann
                                  |
                     I.Ludwig Hartmann (zu Welden)
                                  |
                     II.Ludwig Hartmann zu Welden
                                  |
                        Georg Hartmann zu Welden
                              1564-1625

```